# Tolvajok városa
A Tolvajok városa (eredeti cím: The Town) 2010-es amerikai akciófilm. A főszerepben a társszerző és rendező Ben Affleck. A történet Chuck Hogan regényén, a Prince of Thieves-en alapszik.
Bemutatója az Egyesült Államokban: 2010. szeptember 17.
Magyarországi bemutató: 2010. október 21.

## Rövid történet
Egy profi tolvajcsoport kirabol egy bankot, és túszul ejti az igazgatóhelyettest. A dolgok bonyolódnak, amikor a banda egyik tagja beleszeret a túszba.

## Cselekmény
|  | Alább a cselekmény részletei következnek! |

Négy jóbarát, Doug MacRay (Ben Affleck), James "Jem" Coughlin (Jeremy Renner), Albert "Gloansy" Magloan (Slaine) és Desmond "Dez" Elden (Owen Burke), Boston egyik külvárosában, Charlestownban reggel kirabolnak egy bankot. Mindannyian fekete ruhát és halálfejes maszkot viselnek és automata fegyverekkel vannak felszerelve, azonban a bankban nem lőnek. Összeszedik a készpénzt, és a bank menedzserével, Claire Keesey-vel (Rebecca Hall) kinyittatják 8:15-kor a bank páncélszekrényét. Egyikük meg is nyugtatja, mert a lány nagyon ideges és elsőre nem tudja kinyitni a széfet. A lányt magukkal viszik túszként, a szemét bekötik, és egy idő múlva elengedik a vízparton.
Claire elengedése után Doug figyelni kezdi a lányt, mert a közelükben lakik, és félnek tőle, hogy a nyomukra vezeti a rendőrséget, ezért mintegy „véletlenül” megismerkedik vele a közeli mosodában, amikor a lány a rablás miatti feszültség miatt sírva fakad.
Doug meghívja egy italra, és elmondja neki, hogy anyja kis korában elhagyta őt és az apját, aki ezek után depressziós lett. Azt azonban nem említi meg, hogy apja fegyveres rablásért és gyilkosságért börtönben van.
Adam Frawley FBI ügynök (Jon Hamm) hamar a nyomára bukkan a fiúknak, és rájön, hogy azok "Fergie" Colmnak dolgoznak (Pete Postlethwaite), a helyi virágkészítőnek, de nincs bizonyíték ellenük, mert a bankban mindent lelocsoltak oldószerrel ezért nincs DNS-minta, továbbá a meneküléshez használt kocsit felgyújtották.
Doug nem akarja elvállalni a következő megbízást, egy pénzszállító autó kirablását, de végül belemegy. Az egyik őr kiszáll a kocsiból, és elkapja egyiküket, ezért lelövik. Menekülés közben egy egész sereg rendőrautó üldözi őket a szűk utcákon, azonban mivel megszervezték, hogy átülnek egy másik autóba, az előző jármű eltorlaszolja utat és így egérutat nyernek. Előzőleg ezt az autót is felgyújtják.
Frawley ekkor beviszi őket kihallgatásra, azonban nincs bizonyíték ellenük, csak lelki nyomást próbál gyakorolni rájuk. Frawley megfigyelést kér a lány kommunikációs vonalaira, így tudomására jut, hogy ő és Doug kapcsolatban vannak egymással. Megmutatja neki a gyanúsítottak fényképét, hogy a lány szembesüljön Doug múltjával. Claire megdöbben azon, hogy Doug is a gyanúsítottak között van, Frawley pedig azzal vádolja, hogy bűnrészes, már csak a Douggal fenntartott kapcsolata miatt is.
Doug meglátogatja apját (Chris Cooper) a helyi börtönben. Doug elmondja neki, hogy el fogja hagyni a várost, és megkérdezi tőle, hogy miért nem kereste az anyját annak idején. Apja ekkor azt mondja neki, hogy anyja is olyan lány volt, mint akik a környékükön laknak: balhékba keverednek, gyereket szülnek és elrontják az életüket.
Jem megkeresi Dougot egy újabb „balhéval”, ő azonban nem akar benne lenni, szakítani akar az addigi életével és el akar menni a városból. Jem szerint ezt nem lehet csinálni. Doug elmondja Fergie-nek is, hogy „kiszáll”. Ekkor Fergie felfedi előtte, hogy annak idején az apja is neki dolgozott, és hogy ő, Fergie rászoktatta az anyját a kábítószerre, mert az apja nem akarta elvégezni a rábízott feladatot. Anyja öngyilkos lett, felakasztotta magát.  Doug addig abban a hiszemben volt, hogy anyja valahol Floridába ment a rokonaihoz. Fergie elmondja azt is, hogy Doug barátnője, Claire is meghalhat, ha Doug nem teszi meg, amit mondanak neki. Doug később beleegyezik, de megfenyegeti, hogy megöli, ha Claire-nek baja esik.
Az addig legnagyobb és legveszélyesebb „munkájuk” a Fenway Park baseball-pálya bevételének elrablása, ami várhatóan 3,5 millió dollár.
Doug és Jem a bostoni rendőrség egyenruhájában mennek be az épületbe, ahová egy beépített ember engedi be őket. A helyi őröket megtévesztik az egyenruhával, majd a földre fektetik és megkötözik őket. A pénzszámláló helyiségbe azzal a fenyegetéssel hatolnak be, hogy a bent lévő két embernek ismerik a pontos lakcímét, feleségük nevét, és hogy a társaik a házaik előtt vannak.
Az asztalon lévő nagy halom pénzt táskákba söprik, majd távoznak. A garázsban leveszik a rendőregyenruhát, ami alatt mentős egyenruhát hordanak. Dougnak gyanús lesz a nagy csend a garázsban. Addigra a rendőrség és az FBI felvonult a helyszínre, mivel Krista (Blake Lively), Jem nővére és Doug egykori barátnője elmondta az ügynöknek, hogy a csapat készül valamire. Az ügynök erre azzal a fenyegetéssel vette rá, hogy elveszi tőle a kétéves kislányát.
Jem észreveszi a SWAT embereit és lőni kezd rájuk. A lövöldözésben Dez meghal. Gloansy felajánlja nekik, hogy eltereli a rendőrök figyelmét, ők pedig vegyék vissza a rendőrruhát, akkor ki tudnak csúszni. Amikor kihajt a garázsból, golyózápor zúdul rá, és a mentő nekiütközik egy teherautónak, Gloansy meghal.
Amikor bemennek a garázsba a rendőrök és az FBI emberei, Frawley rájön a szituációra, és a környéken az autójával cirkálva kiszúrja Jemet, aki rendőrruhában van, és egy nagy táskát cipel a hátán. Frawley többszöri felszólítására Jem megfordulva sorozatot lő rá, de Frawley számít erre és egy autó mögött elbújik. Jem csapdába kerül a nyílt utcán, mivel minden irányból rendőrök veszik körül. Frawley megsebesíti a lábán, ezért nem tud menekülni. Néhány rendőr lelövése után Jem feláll, ekkor több lövéssel megölik. Előzőleg elmondta Dougnak, hogy azért nem vesz fel golyóálló mellényt, mert nem akar visszamenni a börtönbe, ahol előzőleg 9 éves büntetését letöltötte.
Doug végignézi Jem megölését, mivel nem tud beavatkozni. Egy helyszínen lévő rendőrautóba szállva elhajt.  A Town Flowers-hez megy, ahol előbb Fergie testőrét majd magát Fergie-t is megöli. Összeszedi az ott talált pénzt, és egy táskába tuszkolja. Felhívja Claire-t, és arra kéri, hogy menjen vele, Claire azonban azt mondja neki, hogy inkább jöjjön fel hozzá. Doug a szemközti házból egy látcsövön figyeli a helyszínt, és látja, hogy a lakásban FBI-ügynökök vannak. Látszólag beleegyezik, hogy felmegy a lányhoz egy óra múlva. Claire a beszélgetés végén egy kódolt üzenetet ad neki, amiből Doug megtudja, hogy veszélyes lenne felmennie és hogy a lány nem akarja, hogy őt elfogják.
Doug buszvezetői egyenruhát vesz föl, egy busz vezetői ülésébe ül, és elhagyja Bostont.
Claire a közösségi virágoskertben való ásás közben egy nagy táskát talál a földben, ami tele van pénzzel egy narancs és egy levél mellett. A levél Dougtól származik, aki azért bízza Claire-re a pénzt, mert úgy gondolja, hogy jobb célra fordítja. Claire a pénzből felújíttatja a helyi hokipályát, és egy emléktáblát helyez el, amiben a helyet Doug anyja emlékének ajánlja.
|  | Itt a vége a cselekmény részletezésének! |

## Szereposztás
- Ben Affleck – Doug MacRay, aki bűnöző életmódot folytat, de fedőállása is van egy kavicsgyárban.
- Jon Hamm – Adam Frawley, különleges FBI-ügynök. A csapatot üldözi, ő vezeti a nyomozást ellenük.
- Rebecca Hall – Claire Keesey, a bank menedzsere, aki később szerelmes lesz Dougba.
- Jeremy Renner – James "Jem" Coughlin, Doug legjobb barátja, a banda tagja. 9 évet ült börtönben rablásért és gyilkosságért.
- Blake Lively – Krista Coughlin, Jem nővére, Doug egykori barátnője. Van egy kétéves lánya, Shyne.
- Chris Cooper – Stephen MacRay, Doug apja. Börtönbüntetését tölti rablásért és gyilkosságért.
- Slaine – Albert "Gloansy" Magloan, a banda tagja.
- Titus Welliver – Dino Ciampa, Adam Frawley társa a nyomozásban.
- Pete Postlethwaite – Fergus "Fergie" Colm, a „virágárus”, a bűnözők irányítója, szervező és főnök.
- Owen Burke – Desmond "Dez" Elden,  a banda tagja.
- Edward O'Keefe – Morton Previt, a Fenway Park-i pénzszámláló személyzet egyik tagja.

## A film készítése

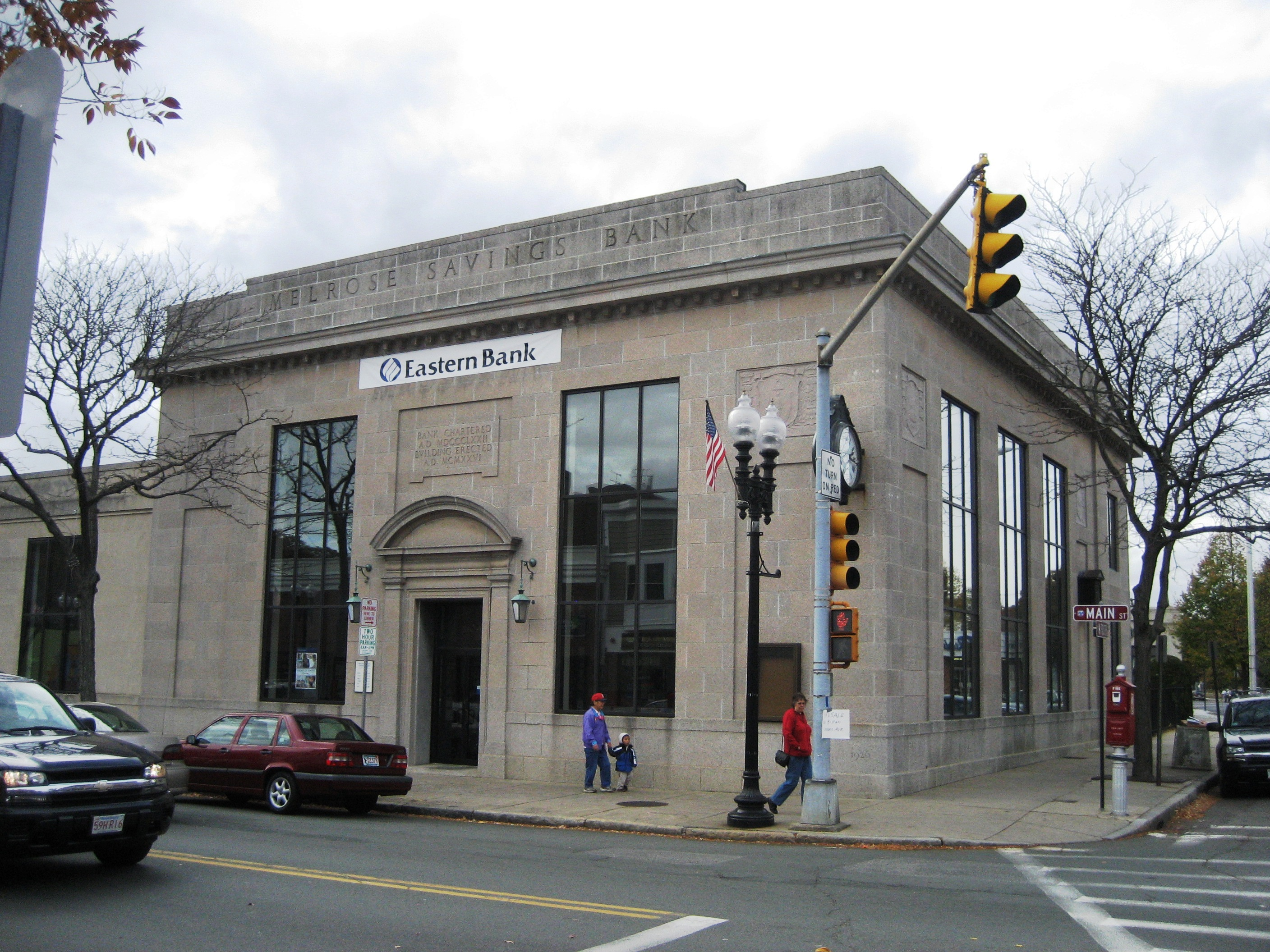
Egy egykori MassBank fiók (Melrose, Massachusetts), ami a filmben a bankrablás belső helyszínéül szolgált

A filmezés 2009 augusztusában kezdődött Bostonban. Egy egykori MassBank fiók (Melrose, Massachusetts) volt a filmben a bankrablás helyszíne, amit Cambridge Merchants Banknak neveztek. A külső helyszíneket a Cambridge Savings Banknál vették fel a Harvard Square-nél. További filmezési helyszínek voltak: Mohegan Sun (Montville, Connecticut) a kaszinójelenetek, a Massachusetts Correctional Institution – Cedar Junction börtön (Walpole, Massachusetts) a börtönben lévő látogatószoba, és a Woburn-i Anderson Regional Transportation Center a befejező vasúti jelenetek számára szolgált helyszínül.

## Fogadtatás
A Tolvajok városa főleg pozitív tetszésnyilvánításokat kapott. A Rotten Tomatoes filmkritikusai 94%-ra értékelték 202 vélemény alapján. Roger Ebert filmkritikus 3 csillagot adott a lehetséges 4-ből, dicsérve Jeremy Renner alakítását és Ben Affleck rendezését.

### Díjak és jelölések

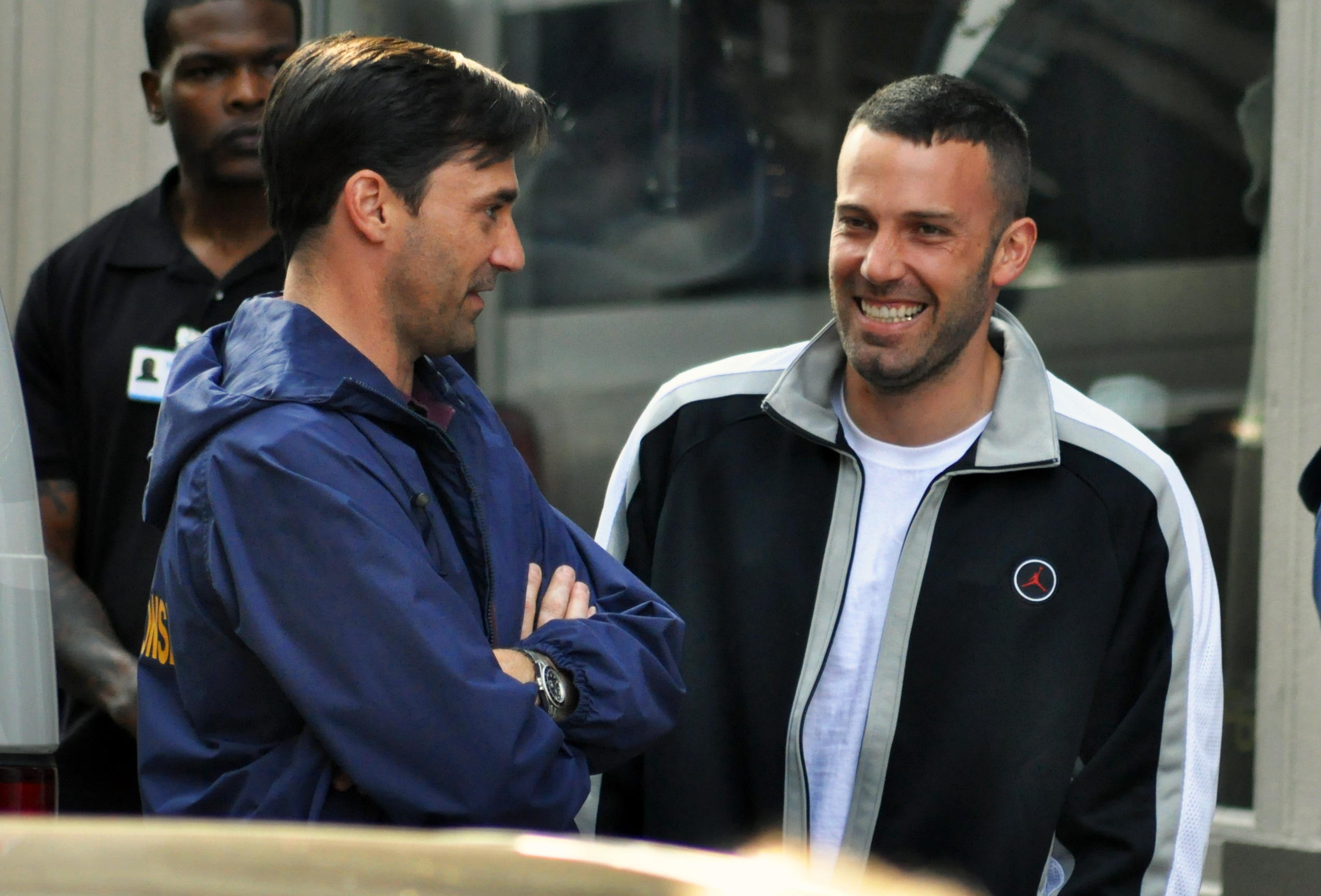
Jon Hamm és Ben Affleck az egyik forgatási helyszínen beszélgetnek (Cambridge, Massachusetts)

A szereplőket több díjra jelölte a „Broadcast Film Critics Association Award for Best Cast” és a 
„National Board of Review”.
Jeremy Rennert jelölték Golden Globe-díjra a legjobb férfi mellékszereplő kategóriában. Pete Postlethwaite posztumusz jelölést kapott a 64. BAFTA-díjra a legjobb férfi mellékszereplő kategóriában. A film több jelölést kapott a Satellite Award díjra: Renner mint színész, Affleck mint rendező, a vágás, a forgatókönyv, és a legjobb filmdráma kategóriákban.

## Házimozi
A film Blu-ray-en és DVD-n 2010. december 17-én jelent meg. Mindkét változat kommentárokat és különleges anyagokat tartalmaz. A kiterjesztett/vágatlan verzió 28 percnyi plusz jelenetet tartalmaz (ezzel a teljes műsoridő 153 perc).

## Bevételek
A film az Egyesült Államokban 2010. szeptember 17-én jelent meg a mozikban. Nyitóhétvégéjén első helyen állt a bevételek listáján 23,8 millió dollárral. 2011. február 20-ig 144 milliós összbevételt ért el.